# Olaus Andreas Grøndahl
Olaus Andreas Olam Grøndahl (Christiana [nu Oslo], 4 november 1847 – Tønsberg, 31 december 1923) was een Noors componist, muziekpedagoog en dirigent. Hij was een zoon van het echtpaar Anders Grøndahl en Ingeborg Marie Wullum en gehuwd met de componiste, muziekpedagoge en pianiste Agathe Backer-Grøndahl. Samen hadden zij 3 zonen: Nils Backer-Grøndahl (1877-1975), Anders Backer-Grøndahl (1879-1947) en Fridtjof Backer-Grøndahl (1885-1959). De jongste zoon Fridtjof was eveneens componist en pianist.

## Levensloop
Grøndahl studeerde aanvankelijk theologie aan de universiteit in Christiana. In 1870 stopte hij met zijn theologiestudie. Hij studeerde zang bij Oscar Lindhult in Keulen, vervolgens aan het Koninklijk conservatorium Leipzig, zoals de Felix Mendelssohnschool voor muziek en theater toen nog heette. Op 24 juni 1875 huwde hij met Agathe Ursula Backer. In 1878 richtte hij het Grøndahls Kor op, een gemengd koor waarvan hij vanzelfsprekend ook dirigent was. In die hoedanigheid verzorgde hij premières van verschillende koorwerken van Edvard Grieg. Hij was verder dirigent van de Håndverkersangforeningen (van 1884 tot 1890), van de Sangforening (van 1888 tot 1912) en, als opvolger van Johan Diederich Behrens (1820-1890), van 1889 tot 1913 dirigent van Den norske Studentersangforening. Met dit destijds 45 leden sterke mannenkoor van de Universiteit van Christiana (zoals deze tot 1924 heette) ging hij op concertreis in de Verenigde Staten en verzorgde een concert in het Witte Huis in Washington D.C. voor de president Theodore Roosevelt.
Hij was tevens als muziekdocent en zanginstructeur verbonden aan de Universitetet i Christiania en componeerde ook. Zijn meest bekende werken zijn Ung Magnus (Jonge Magnus) en zijn bewerking voor mannenkoor van Edvard Griegs cantate opus 20 Foran sydens kloster (Aan de voorzijde van het zuidelijk gelegen klooster).